# Ecolingüística
L'ecolingüística o ecologia lingüística és una branca de la lingüística teòrica, apareguda entorn de la dècada del 1990, centrada en la recerca del context social on apareixen immerses les llengües, és a dir, les relacions desenvolupades per les comunitats lingüístiques i el context mediambiental en què s'insereixen aquestes societats.
L'Associació Ecolingüística Internacional la defineix amb aquests termes: «L'ecolingüística explora el paper del llenguatge en les interaccions vitals entre els éssers humans, les altres espècies i el medi ambient. El primer objectiu és proposar teories lingüístiques que vegin els humans no només com a part de la societat, sinó també com a part d'ecosistemes més amplis de què la vida en depèn. El segon objectiu és mostrar com es pot utilitzar la lingüística per abordar problemàtiques ecològiques clau, des del canvi climàtic i la pèrdua de biodiversitat fins a una justícia ambiental.»

## Origen
L'ecolingüística, des dels seus orígens, s'ha organitzat en dues perspectives distintives. D'acord amb la primera –anàlisi del context social i la interrelació de les llengües– s'estudiaria la llengua sota el prisma de la correlació entre les llengües i l'entorn social en què apareixen. El pioner d'aquest enfocament va ser el lingüista nord-americà Einar Haugen qui el 1972 va subratllar la interacció entre la sociolingüística i la psicolingüística. Posteriorment, Alwin Fill va definir aquesta ciència com: «La ciència de les interaccions entre la llengua i el món.»
La segona perspectiva, proposada inicialment per Michael Halliday a New ways of Meaning: the challenge to applied lingüístics –Noves formes de significat: el desafiament a la lingüística aplicada–, estudiava l'entorn ambiental i les interrelacions registrades amb la llengua de les poblacions circumdants. Halliday recomanava aquesta branca de la lingüística com a eina especialment significativa pel que fa als plantejaments i problemes del segle xxi amb una particular preocupació per la creixent destrucció dels ecosistemes.

## L'ecolingüística o ecologia lingüística
Aquest vessant de la lingüística fou iniciada per l'investigador nord-americà Einar Haugen amb la publicació l'any 1972 de l'obra The Ecology of Languages. Haugen utilitza la metàfora de l'ecosistema per descriure la relació i la interacció entre les varietats lingüístiques que coexisteixen en un mateix context social. La recerca ecolingüística investigaria la pèrdua de diversitat cultural que suposa la desaparició progressiva de centenars de llengües i, a més, per la gradual pèrdua de la seva funcionalitat comunicativa.
Les llengües són vehicles de comunicació irreemplaçables dels grups humans que les generen i constitueixen el recurs fonamental de l'espècie per a adaptar-se al medi ambient en què viuen. Més encara, l'ecolingüística estableix que totes les llengües del món han de considerar-se dignes del mateix estatus i mantenir-se lliures de jerarquies o dominació entre elles. Totes les llengües formen part del patrimoni humà, ja que cada llengua ofereix una irreemplaçable visió del món (hipòtesi de Sapir). Aquesta perspectiva ecolingüística comporta una visió dinàmica i sistèmica de la vida de les llengües.
El Llibre Roig de les llengües amenaçades de la UNESCO ha estat durant molt de temps una eina crucial motivant els estudiosos i els investigadors a analitzar les causes i els efectes de la desaparició de les llengües minoritàries.
A més, l'ecologia lingüística també intenta oferir solucions i respostes útils, mitjançant la documentació i l'estudi de les llengües en perill d'extinció (les quals moren juntament amb la desaparició dels seus darrers parlants) i oferir suport i eines de comunicació per aquelles llengües amb risc d'extinció. Per tal d'evitar que, en un termini de cent anys, només romanguin globalment les poques llengües dominants.

## L'anàlisi eco-crítica del discurs
Per la seva part, Halliday proposà el seu enfocament ecolingüístic partint del paral·lelisme establert amb l'anàlisi del concepte «creixement econòmic»: «incomptables textos repeteixen diàriament arreu del món el mateix missatge: el creixement és positiu. Molt és millor que poc, més és millor que menys, major és millor que menor, créixer és millor que minvar». Reiteració que té conseqüències ambientals pernicioses. En una presentació a Tessalònica (1990) plantejà la relació llengua i medi ambient amb els següents interrogants: «¿En quina mesura estructures lingüístiques i idiosincràsia dels textos impliquen problemes ambientals? ¿Es poden mitigar els problemes ambientals advertint les diverses conceptualitzacions marcadament antropocèntriques de la llengua?»
A partir de les observacions inicials de Halliday, l'estudi de l'ecolingüística s'ha desenvolupat considerablement i un dels fruits n'és l'aplicació a l'educació pel desenvolupament sostenible per part del Language & Ecology Research Forum (Forum de Recerca de Llengua i Ecologia).
Un altre aspecte particular d'aquest enfocament de l'ecolingüística és l'estudi de la presència de coneixements ambientals tradicionals en les llengües locals. El 1996, David Abram, en la seva publicació: The Spell of the Sensuous. Perception and Language in a More-than-Human World. (L'encanteri dels sensuals. Percepció i llenguatge en un món no-antropocèntric), descrivia com l'atenció al medi ambient configurava el llenguatge de les cultures orals, ajudant els parlants a sintonitzar-se amb el seu entorn i a viure-hi de manera sostenible. Segons Abram, les cultures amb escriptura s'han anat desvinculant del món natural, fins al punt que "la nostra sintonització vital amb la terra es veu frustrada per la interferència, cada vegada més gran, dels mateixos signes lingüístics". A mesura que les llengües dominants, com l'anglès, s'estenen per tot el món, es perd el coneixement ambiental incrustat en les cultures locals.
L'anàlisi eco-crítica del discurs es basa en una àmplia gamma d'eines lingüístiques (anàlisi del discurs, lingüística cognitiva, retòrica i gramàtica funcional) que tracten de revelar les ideologies subjacents o 'discursos' (Bourdieu) que influeixen en la interacció entre comunitat lingüística i el seu entorn mediambiental. Els discursos són analitzats des d'una perspectiva eco-crítica i s'examina si encoratgen a les persones a protegir els ecosistemes dels quals depèn la vida, o bé fomenten un comportament que destrueix aquests ecosistemes (cf. Ecosofia).
En un primer moment, aquesta anàlisi, dirigia la seva atenció als textos que tractaven temàtiques ecologistes, per tal de revelar-ne idees preconcebudes, missatges subjacents amb incidència sobre problemàtiques ambientals (cf. Harré et al. 1999). Més endavant, es va desenvolupar per incloure l'anàlisi de qualsevol discurs que tingués conseqüències potencials per al futur dels ecosistemes (textos de plantejaments d'economia neoliberal, consumisme, revistes d'estil de vida, política o agroindústria). L'enfocament cognitiu i el terme discurs vivencial (Stories we live by) va ser planejat per Arran Stibbe el 2015, amb la tipificació de vuit tipologies de discurs: ideologia, enquadrament, metàfora, avaluació, identitat, convicció, avantguarda i destrucció (ideology, framing, metaphor, evaluation, identity, conviction, salience and erasure).

## Diversitat lingüística i biològica
La diversitat lingüística forma part de l'objecte d'estudi de l'ecolingüística donada la relació existent entre la diversitat de llengües i la biodiversitat local. Considera que el coneixement centenari de l'entorn físic ha quedat codificat en les llengües locals. Aquest coneixement tradicional es va perdent per les dinàmiques globalitzadores de les llengües dominants que estenent-se, marginen i acaben per substituir la varietat de les llengües locals, i el coneixement del medi que les enriquia.
Això condueix a la pèrdua simultània de les cultures locals sostenibles i els importants coneixements ecològics tradicionals presents en les seves llengües. La recerca ecolingüística pretén protegir tant la diversitat cultural com la diversitat lingüística que la sosté. Més encara, el Programa Ambiental de les Nacions Unides assenyala: «La Biodiversitat també inclou la diversitat cultural humana. De fet, la cultura pot ser alterada pels mateixos vectors que la biodiversitat, afectant la diversitat de gens, espècies i ecosistemes.»
Nettle i Romaine afegeixen "Les delicades zones tropicals han de ser gestionades amb especial cura i habilitat. Són els pobles indígenes els que tenen el coneixement pràctic adaptat, ja que han aconseguit assortir-se'n en elles durant centenars de generacions. Gran part d'aquest saber està desapareixent per la veloç pèrdua del llenguatge indígena en què la coneixença tradicional estava codificada". Per altra part, Mühlhaüsler considera que "La ràpida disminució de la diversitat lingüística del món ha de ser considerada amb preocupació per aquells que perceben la interrelació entre la diversitat lingüística i la biològica".